# 北阿勒顿
諾亞倫頓（英語：Northallerton，中文按音译又译作：諾斯阿勒頓、諾思阿勒頓）是位於英國英格蘭北約克郡的一座城市。據2001年人口普查，諾斯阿勒頓有人口15,741人。諾斯阿勒頓是北約克郡的郡治。北阿勒頓的歷史可以追溯自羅馬帝國時代，現在仍然是北約克郡重要的城市。

## 外部連結
- Northallerton Information Events Pubs（页面存档备份，存于）
- Northallerton Rugby F.C.
- Northallerton Shinty Club[永久]
- Northallerton Town F.C.
- Allertonshire School
- Northallerton College